# Pérylène (pigment)

Structure des pigments de pérylène.

Les pigments vendus sous le nom de pigment de pérylène sont des diimides de l'acide pérylène tétracarboxylique, également connus comme PTCDA.
Les pigments de pérylène donnent plusieurs nuances du rouge au violet ainsi qu'un noir. Ils sont fortement colorants solides à la lumière, mais d'un coût élevé. Ils sont insolubles dans la plupart des solvants usuels. Leur résistance à la chaleur les fait utiliser pour la teinture en masse des plastiques polyamides, fondus à 280°. Ils sont produits en qualité transparente pour la peinture d'art et la peinture métallisée, mais il existe des produits opaques.
La couleur dépend de la nature des substituants ajoutés aux extrémités de la chaîne.

## Histoire
Le composé non substitué est répertorié au Colour Index comme pigment brun PBr 26 (CI 71129), avec année de découverte 1913, bien que d'autres sources indiquent 1912. Il ne semble pas avoir été utilisé. Le composé diméthylé, découvert également en 1913 (colorant de cuve Vat Red 23, pigment PR 119), est à l'origine des pigments rouges. La société Harmon Colors avait entrepris dans les années 1950 de rendre utilisables en peinture des colorants de cuve. À sa suite plusieurs grands groupes chimiques ont déposé des brevets (PRV3).

## Rouge

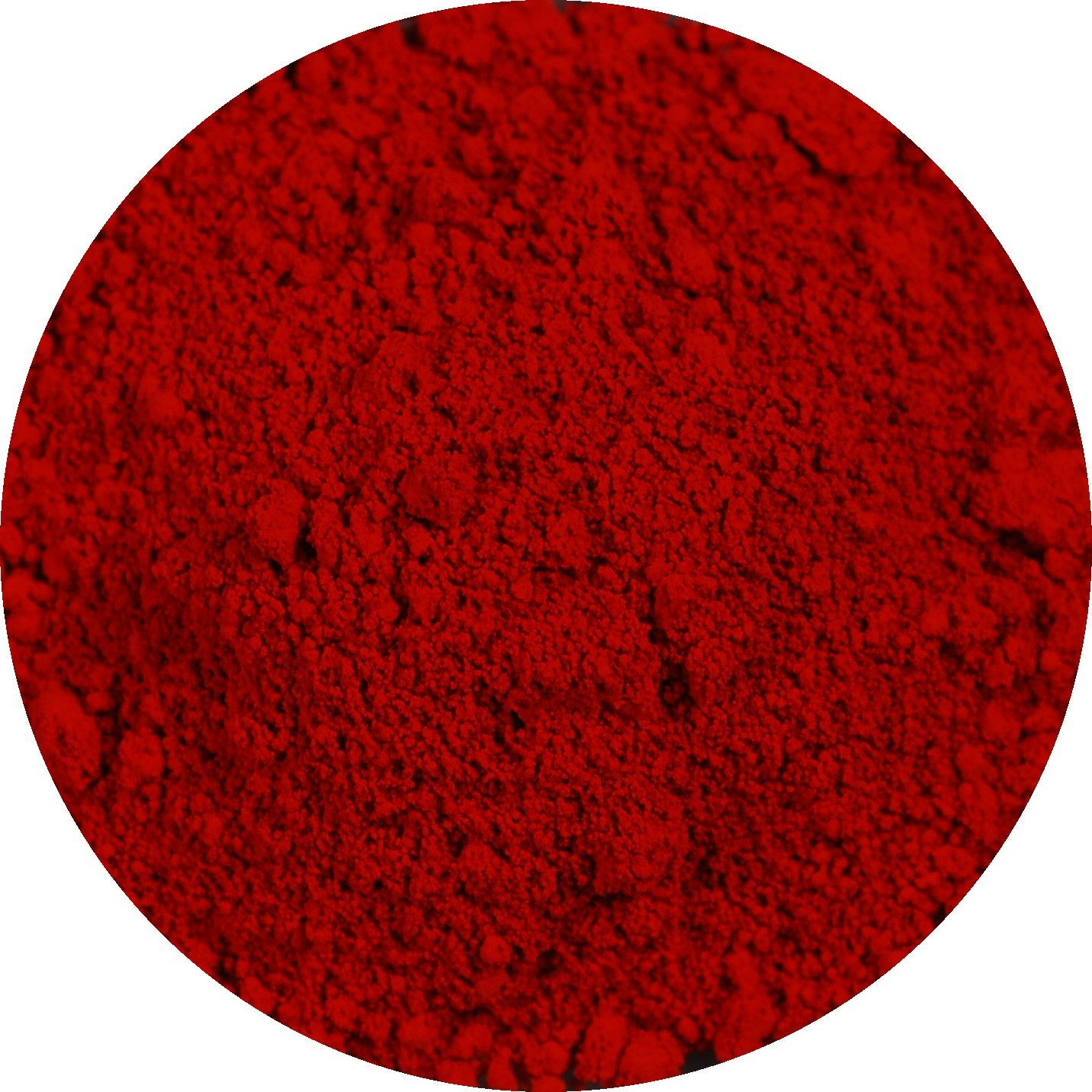
Rouge de pérylène PR149

Le Colour Index PR 123 est un rouge-orangé vif, solide aux intempéries malgré une légère tendance au noircissement. Il est utilisé dans les peintures émulsions (PRV3).
La firme Farbwerke Hoechts  a breveté le rouge de pérylène (PR 149) en 1956. C'est un pigment transparent à très fort pouvoir colorant. Solide à la lumière (8 sur l'échelle des bleus jusqu'à la dilution 1÷25), il n'est pas totalement stable en exposition prolongée à l'extérieur (PRV3). En peinture d'art, il est une alternative plus économique mais moins permanente au rouge de cadmium[réf. souhaitée].
Le PR 178 est un rouge-orangé légèrement moins vif et plus orangé que le PR 123, vendu sous une forme très opaque (PRV3).
Le PR 189 est un rouge orangé découvert dès 1919 (PRV3).
Le PR 190 est un rouge orangé (PRV3). Comme colorant de cuve, il était connu comme écarlate indanthrène R ; il manque de vivacité et ses dégradés sont ternes (PRV3).
Le PR 224, d'une grande force colorante, se vend sous des formes transparentes ou opaques. Il n'est pas solide aux alcalis  (PRV3).

## Bordeaux

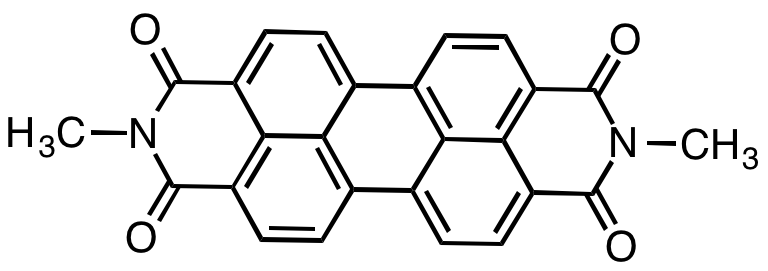
Structure du PR 179.

Le bordeaux de pérylène (PR 179) est un rouge-brun violacé. Il a été découvert vers 1913 et était aussi connu sous le nom commercial de rouge indanthrène GG. Le même pigment peut être préparé pour donner un rouge vif tirant sur le jaune, et sous forme opaque ou transparente (PRV3).

## Violet
Le violet de pérylène (PV 29 ou PBr 26) est un violet-rouge terne très foncé(PRV3), pas toujours facile à marier en mélange[réf. souhaitée].

## Noir ou vert
Les noir de pérylène (PBk 31 et PBk 32) sont utilisés lorsqu'on exige une forte absorption dans l'infrarouge (PRV3). C'est un noir légèrement verdâtre, très transparent[réf. souhaitée].
Le pigment PBk 31 est vendu sous le nom de Vert de perylène en aquarelle et de Noir de perylène en peinture à l'huile.